# Grande Rio (Duque de Caxias)
GRES Grande Rio foi uma escola de samba de Duque de Caxias, fundada a 10 de maio de 1971, que participou do carnaval carioca, sendo produto da fusão entre quatro agremiações de seu município: União do Centenário, Cartolinhas de Caxias, Capricho do Centenário e Unidos da Vila São Luis.

## História
Em seu primeiro carnaval, no ano de 1974, a Grande Rio terminou em 14º lugar no Grupo B , com o enredo "Carnaval: você conhece Haroldo Lobo".
Em 1976, termina em 10º lugar no Grupo B e é rebaixada ao Grupo C , que seria criado a partir do ano seguinte.
Em 1977, com o enredo "Imagens do nordeste místico" , retorna ao Grupo B. Em 1982, com o enredo "Apoteose com flores", novo rebaixamento: 12º (último) lugar no Grupo B .
Em 1986, com o enredo "Ui, que medo, crenças e crendices brasileiras através dos tempos" , consegue voltar ao Grupo B.
Em 1988, a Grande Rio fundiu-se à Acadêmicos de Caxias, dando origem à atual Acadêmicos do Grande Rio.